# Ostilità
L'ostilità o atteggiamento ostile (dal latino hostilitas -atis) è da intendersi sia come il sentimento o comportamento malevolo (da nemico) verso una persona, sia come l'azione di offesa o di difesa che uno Stato può intraprendere verso un altro Stato con il quale si trovi in stato di guerra. Il suo opposto è la gentilezza.

## Diritto internazionale[1]
Le norme in materia di ostilità sono regolate dalla Convenzione dell'Aia del 18 ottobre 1907 nella quale sono contenute le regole in materia di "apertura delle ostilità" e relative leggi e consuetudini in materia di guerra terrestre.

La Convenzione dell'Aia è stata seguita dalle quattro Convenzioni di Ginevra del 12 agosto 1949 e relativi protocolli dell'8 giugno 1977 in materia di protezione dei civili durante la guerra.
In base alle normative di cui sopra è fatto divieto di cominciare le ostilità in assenza di un preavviso contenuto in una dichiarazione di guerra o fatte precedere da un ultimatum contenente una dichiarazione di guerra condizionata; è da sottolineare come le ostilità tra due stati non debbano tuttavia essere identificate necessariamente con lo "stato di guerra", ossia, nonostante l'avvenuta dichiarazione di guerra, esse possono non svolgersi o cessare prima che lo stato di guerra abbia termine nel caso in cui vengano posti in essere un armistizio, una tregua od un cessate il fuoco.